# Factor de coagulación VIII

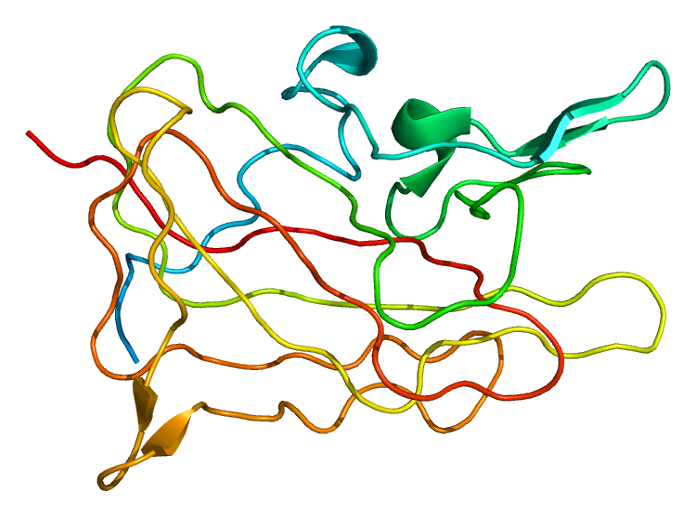
Estructura del factor VIII de coagulación de la sangre

Importancia y tarea del factor VIII dentro de la Regulación y modulación de la cascada

En la coagulación de la sangre, el factor VIII, también llamado factor anti-hemofílico A, es una glucoproteína contenida en el plasma sanguíneo (aprox. 0.1 mg/dl) que actúa como uno de los cofactores de la cascada de la coagulación. La deficiencia del factor VIII causa una condición hereditaria, hemorrágica, conocida como hemofilia A. El factor VIII o factor antihemofílico es un factor de la coagulación necesario para que se produzca una correcta coagulación pasando por regulación y modulación de la cascada sanguínea tras una hemorragia.[cita requerida]
Las personas que nacen con déficit del factor VIII o que adquieren este déficit con el tiempo mediante la formación de anticuerpos que lo inactivan necesitan la administración de factor VIII en determinadas situaciones (antes de una cirugía, tras heridas o hemorragias graves). El factor VIII que se utiliza en estos casos se extrae unas veces del plasma humano y otras veces se modifica genéticamente a partir de proteínas  bovinas, proteínas de ratón o proteínas de hámster.

## Estructura molecular
El factor VIII se sintetiza en los endotelios vasculares como un precursor inactivo de 2.351 aminoácidos, con un peso molecular de 265.000 daltons. El gen que codifica la síntesis de la proteína del factor VIII se encuentra en el cromosoma X.[cita requerida]

## Importancia en la cascada de coagulación
Para el éxito de la hemostasia normal, tanto el factor tisular / factor de coagulación VII-dependiente de la iniciación de la coagulación y amplificación del factor VIII-dependiente de esta respuesta inicial son absolutamente necesarios. La iniciación de la coagulación sanguínea genera pequeñas cantidades de factor de coagulación IX activado y factor X. Sin embargo, el factor VIII-dependiente cataliza la conversión del factor X a factor Xa mucho más eficientemente; por lo tanto, la amplificación drástica de los eventos desencadenados por el factor tisular depende de la vía. Este factor VIII-dependiente amplificado es indispensable para el mantenimiento de la hemostasis, como se muestra por el hecho de que la ausencia de circulante funcionalmente activa del factor VIII hace el trastorno de la coagulación hemofilia A.
La coagulación es una red compleja de interacciones. El factor VIII se activa proteolíticamente en las primeras etapas de la coagulación. Se libera de su proteína transportadora de plasma, el factor de von Willebrand (vWF, por sus siglas en inglés), y luego con complejos que funcionan como cofactores para el factor de proteasa serina IXa. El complejo unido a la membrana activa el factor X a factor Xa. Así producido, el factor Xa puede participar en un complejo similar con el factor V activado para la conversión proteolítica de la protrombina en trombina, la enzima clave de la cascada de la coagulación que genera fibrina insoluble a partir de fibrinógeno soluble.[cita requerida]